# 후추정 (히로시마현 아시나군)
후추정(府中町)은 히로시마현 아시나군에 있던 정이다. 현재의 후추시의 일부에 해당한다.